# Jacob Hegel
Jacob Deichmann Frederik Hegel, född 16 februari 1851, död 1918, var en dansk bokförläggare. Han var son till Frederik Vilhelm Hegel och far till Frederik Hegel.
Hegel övertog 1877 Gyldendalske boghandel efter fadern, och blev 1887 ensam ägare till företaget, som under hans tid ytterligare utvecklades, men vars skötsel han i huvudsak överlät på andra, främst Peter Nansen, Ernst Bojesen och sonen Frederik Hegel.

## Utmärkelser
- Riddare av Dannebrogorden,  1902[1]
- Dannebrogsmännens hederstecken,  1913[1]

[Redigera Wikidata]